# Hemigymnochaeta unicolor
Hemigymnochaeta unicolor är en tvåvingeart som först beskrevs av Jacques-Marie-Frangile Bigot 1888.  Hemigymnochaeta unicolor ingår i släktet Hemigymnochaeta och familjen spyflugor. Inga underarter finns listade i Catalogue of Life.